# Гаруча
Гаруча (на испански: Garrucha) е населено място и община в Испания. Намира се в провинция Алмерия, в състава на автономната област Андалусия. Общината влиза в състава на района (комарка) Леванте Алмериенсе. Заема площ от 8 km². Населението му е 8441 души (по данни от 2010 г.). Разстоянието до административния център на провинцията е 93 km.

## Демография
| 1996 | 1998 | 1999 | 2000 | 2001 | 2002 | 2003 | 2004 | 2005 | 2006   |
| ---- | ---- | ---- | ---- | ---- | ---- | ---- | ---- | ---- | ------ |
| 5000 | 5001 | 5156 | 5292 | 5465 | 5828 | 6123 | 6525 | 7037 | 10 352 |